# Ranzan (Saitama)
Ranzan (jap. 嵐山町, -machi) ist eine Stadt auf der japanischen Hauptinsel Honshū im Landkreis Hiki in der Präfektur Saitama.

## Geografie
Ranzan liegt westlich von Namegawa und Higashimatsuyama, und östlich von Ogawa.

## Verkehr
- Straße:
  - Kanetsu-Autobahn, nach Tokio oder Niigata
  - Nationalstraße 254, nach Tokio
- Zug:
  - Tōbu Tōjō-Hauptlinie nach Ikebukuro oder Yorii

## Angrenzende Städte und Gemeinden
- Kumagaya
- Higashimatsuyama
- Fukaya
- Namegawa
- Ogawa (Saitama)
- Tokigawa
- Hatoyama
- Yorii